# 横浜ピジン日本語
横浜ピジン日本語（よこはまピジンにほんご、英語：Yokohama Pidgin Japanese, Yokohamese，Japanese Ports Lingo）は、日本語をベースとしたピジン言語であり、19世紀後半から20世紀初頭に横浜での商取引の手段として用いられた。横浜ことば、横浜方言とも。
横浜ピジン日本語には関東圏の日本語と英語の混成で、上海と香港の中国語ピジン英語からの借用も見られる。語順は日本語と同じSOV型で、語彙は8割以上が日本語に由来している。
例文:　ワタクシ　テンポ　ハイキン　ナイ　ナガイ　トキ　（私は長い間お金〈天保銭〉を見ていない。I have not seen a penny for a long time.）
1879年のHoffman AtkinsonのExercises in the Yokohama Dialectというパンフレットに記述がある。

## 成立
当初、横浜ピジン日本語は横浜の英人館内で形成され、その後港周辺に広まった。

## 影響
この言語は日本人からは「外国人の話す日本語」として認識されていたが、時代を経て「中国人の話す日本語」というイメージが固定し、創作作品では『らんま1/2』のシャンプーや『BLACK LAGOON』のシェンホアをはじめとする、中国人をステレオタイプ的に描写する役割語に変化したとされる。

## 関連文献
- Atkinson, Hoffman (1879). Revised and Enlarged Edition of Exercises in the Yokohama Dialect. Yokohama
- Daniels, F. J. (1948). “The Vocabulary of Japanese Ports Lingo”. Bulletin of the School of Oriental and African Studies, University of London 12 (3/4):  805–823. doi:10.1017/S0041977X00083385.